# Louis Philippe e seus filhos
Louis-Philippe e seus filhos saindo de Versalhes é uma pintura a óleo sobre tela de 1846 do artista francês Horace Vernet.

## História e descrição
Apresenta um retrato de grupo de Luís Filipe I e seus filhos saindo do Palácio de Versalhes. Versalhes, antiga residência da Casa de Bourbon durante o Antigo Regime antes da Revolução Francesa, ficou abandonada por várias décadas. Durante a Monarquia de Julho, Luís Filipe supervisionou sua restauração como museu nacional . A pintura de Vernet comemora sua inauguração em 10 de junho de 1837. O rei sai pelos portões acompanhado de seus cinco filhos, o Duque de Orléans, o Duque de Nemours, o Príncipe de Joinville, o Duque de Aumale e o Duque de Montpensier. Orléans, o filho mais velho e herdeiro do rei, morreu posteriormente em um acidente de carruagem em 1842.
Foi exibido no Salão de 1847. A pintura foi encomendada pelo rei para ser pendurada em Versalhes, onde permanece. Vernet recebeu 25.000 francos pela produção da obra. Dois anos depois, Luís Filipe foi deposto pela Revolução Francesa de 1848.